# Diet Sayler
Diet Sayler (Timișoara, 1939) è un pittore e scultore tedesco.

## Studi e prime opere

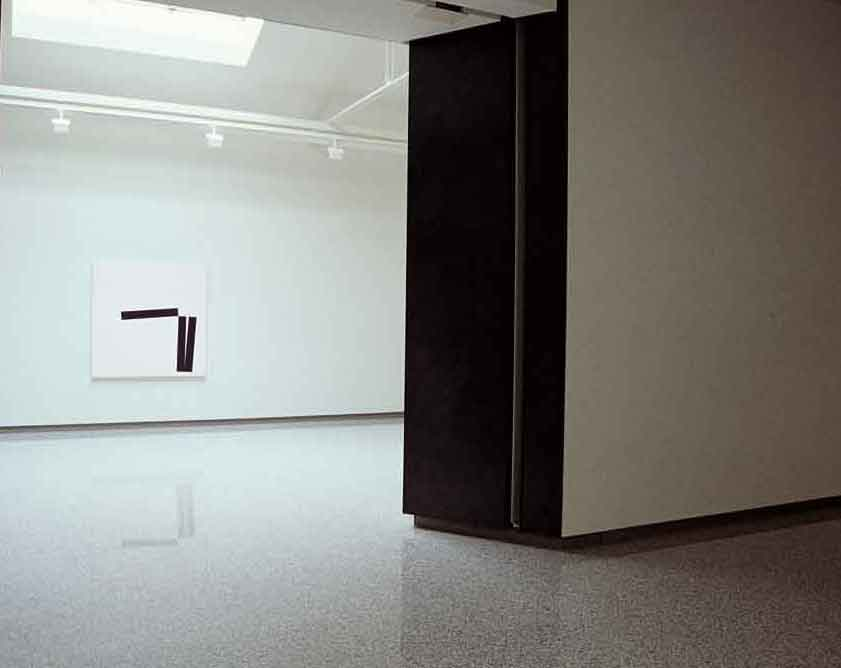
Mostra Personale, Galleria Lorenzelli Arte, Milano 1995

Dal 1956 al 1961 Diet Sayler studia ingegneria civile presso il Politecnico di Timișoara e pittura con il maestro Giulio Podlipny. Nei primi anni Sessanta sviluppa una pittura astratta che viene criticata come occidentale e decadente, e quindi esclusa da tutte le mostre. Solo nel 1968 e per la prima volta in Romania, durante la Primavera di Praga, nella mostra 5 giovani artisti (Bertalan, Cotosman , Flondor , Molnar e Sayler) la Galleria Kalinderu di Bucarest espone arte astratta e costruttivista. Si tratta di una violenta scossa. Diet Sayler si trasferisce a Bucarest, gli è permesso di esporre le proprie opere all'estero, ma non è gli è consentito viaggiare. Nel 1971 cambia il clima politico. La primavera di riforme a Bucarest finisce, e quindi il lavoro di Diet Sayler non potrà più essere esposto. Concedendo diverse interviste alla stampa estera, l´isolamento diventa totale.

## Trasferimento in Germania, mostre internazionali
Nel 1973 Sayler si trasferisce in Germania, a Norimberga dove insegna dal 1976 pur continuando il suo percorso artistico. Nel 1975 espone per la prima volta le sue opere al Grand Palais di Parigi. Seguono mostre personali presso la Galleria Grare (Parigi), la Galleria Hermanns (Monaco di Baviera), la Galleria Lorenzelli (Milano) e la Galleria Edurne (Madrid). Le sue opere saranno presentate da ora in poi in molti paesi dell'Europa occidentale, ma anche in Brasile, Giappone e Stati Uniti. Nel 1990, dopo la caduta della cortina di ferro, avranno luogo diverse retrospettive di Diet Sayler anche in Europa orientale, al Museo Ceco (Praga), al Museo Vasarely (Budapest) ed al Museo Nazionale di Arte (Bucarest ). La serie di mostre Konkret, di cui è il direttore , è riconosciuta a livello internazionale ed accoglie un centinaio di artisti , tra cui Dan Flavin, Ellsworth Kelly, Kenneth Martin, Vera Molnar, François Morellet, Aurélie Nemours, Mario Nigro, Leon Polk Smith, Jesús Rafael Soto. Nel 1988 Diet Sayler organizza a Berlino la mostra franco-tedesca Konstruktion und Konzeption. Nello stesso anno riceve il Premio Camille Graeser a Zurigo. Oltre alle mostre di pittura, scultura, fotografia, Sayler ha eseguito una serie di installazioni site specific : Galleria Grare (Parigi), Palazzo Ducale (Genova), Galleria East West (New York), Chiesa di San Pietro (Cambridge), Gallery A (Londra), la Cattedrale di Ely (Ely, Gran Bretagna), University Gallery Pilsen (Repubblica Ceca), MUWA (Graz, Austria), Museo CAMEC (La Spezia , Italia).

## Attività didattica
Dal 1992 al 2005 Diet Sayler ha insegnato presso la Akademie der Bildenden Künste a Norimberga. Nel 1995 è stato professore ospite presso l'Accademia Nazionale di Belle Arti di Oslo. Nel 2006 come professore emerito ha diretto la 13. Sommer Academie di Plauen (Germania).

## Le opere
Sin da giovane Diet Sayler mostra grande interesse per Malevich e Brancusi . All'inizio della sua carriera è particolarmente ispirato dal Suprematismo e dall'arte della rivoluzione russa. Ha studiato le teorie e le opere di De Stijl e del Bauhaus. Il principio di probabilità del Dadaismo sarà la base del suo lavoro. Diet Sayler tramite l´arte concreta esprime l´opposizione alla realtà politica e alla dottrina del realismo socialista. Il desiderio di cambiamento è una costante delle sue opere. I suoi primi lavori sono molto colorati. Negli anni successivi di oppressione ed isolamento il colore scompare, rimane esclusivamente il bianco ed il nero. Dopo il trauma culturale dell'emigrazione, Sayler utilizza solamente sottili linee nere su tela bianca. 
Verso la fine degli anni '80 Sayler sviluppa un sistema di elementi base, che diventano il repertorio della sua pittura. Riappare il colore. Nascono i Malstücke, Bivalenzen e Wurfstücke. Verso la fine degli anni '90 crea opere murali Wandstücke ed Engramme, installazioni site specific di architettura urbana. Parallelamente esegue le Fughe, progetti ad hoc per gli spazi di musei, palazzi, chiese e gallerie.

## Musei
Albertina (Vienna), Wien

Museum of Modern Art, New York City

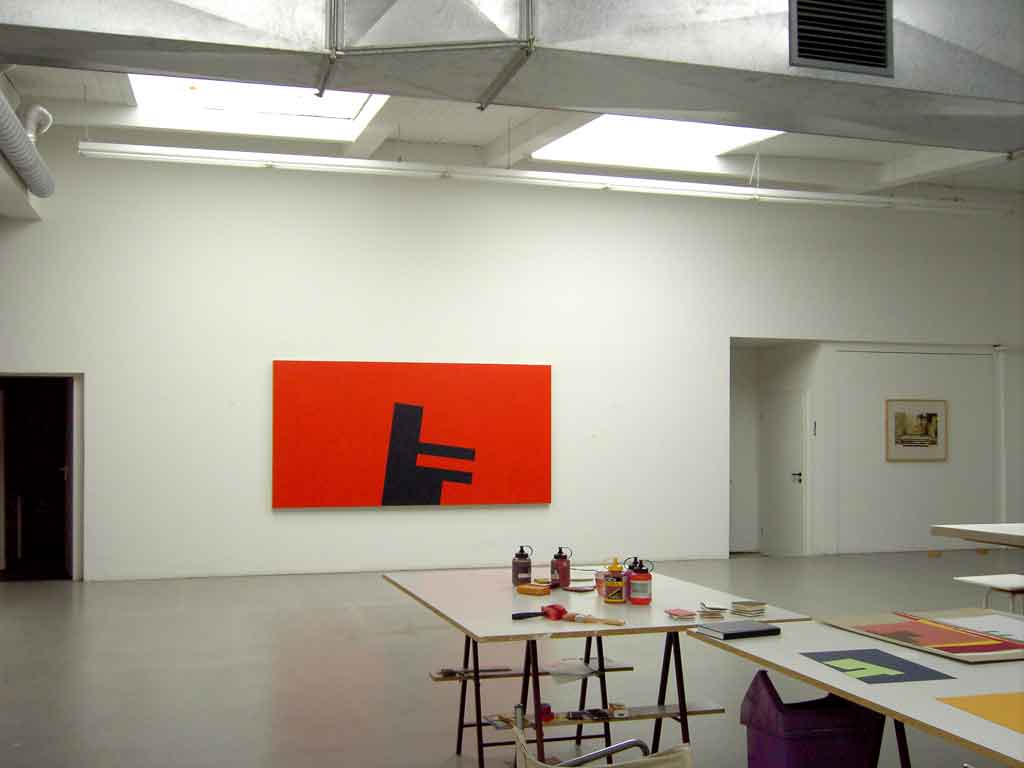
Studio, Norimberga

Birmingham Museum and Art Gallery, Birmingham

Musée de Grenoble, Grenoble

Kunstmuseum Bayreuth, Bayreuth

Museum für Konkrete Kunst, Ingolstadt

Neue Galerie, Kassel

Wilhelm Hack Museum, Ludwigshafen

Neues Museum Nürnberg, Nürnberg

Kunstforum Ostdeutsche Galerie, Regensburg

Museum Ritter, Waldenbuch

Museum im Kulturspeicher, Würzburg

Muzeul Național de Artă al României, Bukarest

Muzeul de Artă Timișoara, Timișoara

Museu de Arte Moderna, Rio de Janeiro

## Mostre: una selezione dal 2000
2013

Diet Sayler: Die Realität der Poesie. Neues Museum Nürnberg

Neue Galerie – neu gesehen. Neue Galerie, Kassel

Structure & Energie. The Need for Abstraction. 418 Gallery, Bucharest

2012

Chance as Strategy. Vasarely Muzeum, Budapest

Ornamentale Strukturen. Kunstverein Pforzheim

Künstler aus Rumänien im Ausland. Galerie Emilia Suciu, Ettlingen

2011

Schöne Aussichten. Wiedereröffnung der Neuen Galerie. Neue Galerie, Kassel

Ornament – Seriality. Vasarely Museum Budapest

De lineas, formas, medidas, color y materia. Galeria Edurne, Madrid

Diet Sayler: Norigramme. Muzeul de Arta, Timisoara

Ornamental Structures. Stadtgalerie Saarbrücken

2010

Diet Sayler: Fuga ligure. Museo CAMeC, La Spezia

Diet Sayler: Fuge. Museum der Wahrnehmung, Graz

Couleur & Geometrie. Actualité de l´art construit européen. Musées de Sens, Sens

Diet Sayler – Auftritt im Schloss. Neue Galerie, Kassel

Twentysix Gasoline Stations Ed Altri Libri DArtista. Museo Regionale di Messina

2009

Diet Sayler: Malerei lügt nicht. Kunstmuseum Bayreuth

L'oblique. Musée du Chateau de Montbéliard

Diet Sayler: La Pittura non mente. Fortuna Arte, Messina

Reflections upon Drawing. BWA Lublin

Spazio Libro d'Artista. Palazzo Manganelli, Catania

Sehen ganz nah und sehr fern. Städtische Galerie Erlangen

2008

Diet Sayler. Galerie Ursula Huber, Basel

Diet Sayler. Galerie der Moderne, München

Diet Sayler. Retrospektive Städtische Galerie Erlangen

Arhiva Demarco. Brukenthal National Museum Sibiu

Dialog der Generationen. Forum konkrete Kunst, Erfurt

Intelligible Non-Violent Art. Atlas Sztuki, Lodz

2007

Still & Konsequent. Die Sammlung Uwe Obier, Kunstverein Siegen

2006

Bewegung im Quadrat. Museum Ritter, Waldenbuch

Kolekcja W centrum wydarzen. Zacheta, Lublin

Diet Sayler. University Gallery Pilsen

Diet Sayler und Tatsushi Kawanabe. kunst galerie fürth, Fürth

Diet Sayler. BWA Lublin

Motiva. Austria Center Vienna, Wien

Square. Eröffnungsausstellung Museum Ritter, Waldenbuch

Identidades. Galeria Edurne, Madrid

2005

Stets Konkret. Die Hubertus Schoeller Stiftung. Leopold Hoesch Museum, Düren

Diet Sayler. Galerie Uwe Sacksofsky, Heidelberg

La boite en valise oder Die Neue Welt liegt mitten in Europa. Academy of Fine Arts, Prag

Gelb und Gold. Galerie Linde Hollinger, Ladenburg

experiment konkret. Museum für Konkrete Kunst, Ingolstadt

2004

Europa konkret. Altana Galerie, Dresden

2003

Kunst zeigt, was man nicht sieht. Städtische Galerie Erlangen

Diet Sayler. Galerie Linde Hollinger, Ladenburg

Diet Sayler. Galerie Kunst im Gang, Bamberg

Konkrete Kunst – Einheit und Vielfalt. Kunsthalle Villa Kobe, Halle

2002

Segni e contesti. Studio B2, Genova

Diet Sayler. Nottingham Trent University, Nottingham

2001

Diet Sayler: Geometria e tempo. Palazzo Ducale, Genova

Kunst für Kaliningrad-Königsberg. Kaliningrad State Art Gallery, Kaliningrad

2000

Diet Sayler. Czech Museum of Fine Arts, Prag

Diet Sayler. Retrospective Kettle´s Yard, Cambridge.